# Conjunto de ferramentas GNU
O conjunto de ferramentas GNU (GNU toolchain) é um termo dado às ferramentas de programação produzidas pelo Projecto GNU. Estes projetos formam um sistema integrado que é usado para desenvolver aplicações e sistemas operativos.
É um componente vital no desenvolvimento do núcleo Linux e do BSD e uma ferramenta padrão no desenvolvimento de sistemas embutidos. Partes do conjunto de ferramentas são também usadas extensamente no ambiente operativo solaris (que, segundo a opinião de várias pessoas, precisa das ferramentas GNU para se tornar razoavelmente usável) e programação de Microsoft Windows com cygwin.

## Projectos incluidos no conjunto de ferramentas GNU
- GNU make - automação do processo de compilação
- GCC - compiladores de várias linguagens de programação
- GNU Binutils
- GDB
- GNU autotools - Autoconf, Autoheader, Automake, Libtool - geradores de ficheiros makefile

## Projectos relacionados
- GNU C Library
- GNU Classpath
- CVS